# Adolf Kolping
Adolf Anton Jakob Kolping (* 12. Dezember 1909 in Andernach; † August 1997 in Bonn) war ein deutscher katholischer Theologe sowie Hochschullehrer.

## Leben
Der gebürtige Andernacher Adolf Kolping, ein Verwandter des Begründers des Kolpingwerkes Adolph Kolping, Sohn eines Amtsrichters, wandte sich nach dem Abitur dem Studium der Philosophie sowie Theologie an der Rheinischen Friedrich-Wilhelms-Universität Bonn sowie an der Albert-Ludwigs-Universität Freiburg zu, 1938 erwarb er in Bonn den akademischen Grad eines Dr. theol.
Der am 27. Februar 1936 in Köln zum Priester geweihte Adolf Kolping versah zunächst seelsorgerische Dienste, 1942 habilitierte er sich an der Rheinischen Friedrich-Wilhelms-Universität Bonn in den Fächern Dogmatik sowie Dogmengeschichte, 1945 nahm er dort seine Lehrtätigkeit auf, 1949 folgte er dem Ruf auf die ordentliche Professur der Fundamentaltheologie, theologische Propädeutik, Dogmengeschichte und Dogmatik an der Westfälischen Wilhelms-Universität in Münster, 1962 wechselte er als ordentlicher Professor der Fundamentaltheologie an die Albert-Ludwigs-Universität Freiburg, 1978 wurde er emeritiert.
Adolf Kolping, einer der führenden deutschen Fundamentaltheologen seiner Zeit, starb im Sommer 1997 nach langer Krankheit 87-jährig in Bonn.

## Schriften
- Anselms Proslogion-Beweis der Existenz Gottes: im Zusammenhang seines spekulativen Programms Fides quaerens intellectum. Dissertation. Rheinische Friedrich-Wilhelms-Universität zu Bonn, Bonn, 1938.
- Neuschöpfung und Gnadenstand. Götz Schwippert, Bonn 1946.
- Untersuchungen über die Anfänge des christlichen Gebrauches der Vokabel sacramentum. Regensberg, Münster 1948.
- zusammen mit Friedrich Stegmüller: Einführung in die katholische Theologie; Geschichtsbezogenheit, Begriff und Studium. Regensberg, Münster 1960.
- Fundamentaltheologie / Bd. I: Theorie der Glaubwürdigkeitserkenntnis der Offenbarung. Regensberg, Münster 1968.
- Fundamentaltheologie / Bd. II: Die konkret-geschichtliche Offenbarung Gottes. Regensberg, Münster 1974.
- Fundamentaltheologie / Bd. III: Die katholische Kirche als die Sachwalterin der Offenbarung Gottes. Regensberg, Münster 1981.